# Barrisca nannella
Barrisca nannella is een spinnensoort in de taxonomische indeling van de Trechaleidae.
Het dier behoort tot het geslacht Barrisca. De wetenschappelijke naam van de soort werd voor het eerst geldig gepubliceerd in 1936 door Ralph Vary Chamberlin & W. Ivie.